# Hans Hermann Swoboda
Hans Hermann Swoboda (Alemanha, 1910 - 1997) foi um pintor e engenheiro aeronáutico teuto-brasileiro. Adotou São José dos Campos como o seu verdadeiro lar, pintando ali a maior parte do seu vasto acervo de obras, ao longo de um período produtivo de 60 anos.

## Engenharia
Formado em Engenharia Aeronáutica, em 1933, Hans Swoboda chegou ao Brasil em 1952, integrando o grupo de técnicos alemães altamente especializados trazidos pelo Prof. Henrich Focke, então contratado pelo governo de Getúlio Vargas para o desenvolvimento do inédito Convertiplano, no recém constituído CTA – Centro Técnico de Aeronáutica. O Convertiplano seria uma aeronave de decolagem vertical, cujo posterior giro dos rotores permitiria a sequência do voo como avião convencional (isto em 1952 !!!). Em seguida, Swoboda atuou no projeto do Beija-Flor, primeiro helicóptero inteiramente projetado e fabricado no Brasil, e mais tarde integrou o grupo responsável pelo projeto e construção do primeiro protótipo do avião Bandeirante, cujo sucesso ensejou a posterior criação da EMBRAER, onde permaneceu até a sua aposentadoria como técnico, em 1975.

## Pintura
A sua verdadeira paixão sempre foi, porém, a pintura. Desde jovem, durante os raros momentos livres que conseguia, dedicava-se com entusiasmo a ela. Iniciou pintando aquarelas de paisagens, e depois chegou à pintura com tinta acrílica sobre cartão (tipo Schoeller). Uma vez aposentado como técnico, pôde então, finalmente, dedicar-se de corpo e alma à sua paixão, o que lhe permitiu dar plena vazão à sua criatividade artística.
Ao longo da sua carreira, Swoboda participou de numerosas mostras coletivas e exposições individuais, acumulando expressivo número de agraciações, desde o ano de 1939, quando foi premiado pela primeira vez, na cidade de Bremen, ainda na Alemanha.
Dono de uma técnica apurada, Swoboda explorou a combinação de cores e formas, em total harmonia entre si, e com uma impressionante plasticidade.